# خوليو مراد
خوليو مراد (بالتركية: Julio Murat)‏ هو دبلوماسي تركي، ولد في 18 أغسطس 1961 في إزمير في تركيا.